# Homicidios (serie de televisión)
Homicidios es una serie de televisión de ficción policial que produjo Big Bang Media para Telecinco. Fue estrenada en la noche del martes, el 20 de septiembre de 2011, a las 22:30 horas. Un mes después, el 27 de octubre se anunció que la emisión pasaría a la noche de los lunes a partir de las 23:45 horas, compartiendo pantalla tras dos capítulos de los forenses de CSI. La serie se desarrolla en una comisaría de policía donde los agentes deben de resolver varios casos homicidas. En febrero de 2011, la productora Big Bang se encontraba en fase de rodaje, constando la serie de trece capítulos en Alta Definición.

## Historia
En enero de 2011, Telecinco y la productora Big Bang Media se unieron para la creación de Homicidios, el nuevo proyecto de ficción nacional para la temporada otoñal, con la intención de rellenar el vacío que dejó El comisario, la serie policíaca que emitió Telecinco durante una década, hasta 2009. Esta clásica serie es su referente español, además de otros en las series policíacas norteamericanas.
Un mes después, en febrero de 2011, Telecinco dio luz verde al nuevo proyecto de ficción de Big Bang, y la productora se encargó de preparar el montaje creando los guiones, los escenarios y el equipo técnico. Telecinco anunció en los medios de comunicación a sus principales protagonistas, que son Eduardo Noriega y Celia Freijeiro. El rodaje comenzó poco después, el 21 de febrero. La primera temporada consta de trece capítulos en alta definición. La serie se preestrenó en la III Edición del FesTVal de Vitoria con gran acogida.
Homicidios fue estrenada en Telecinco el 20 de septiembre de 2011 a las 22:30 horas. Se estrenó con acierto en el prime time del martes con casi 2,8 millones y 15,9%, siendo el primer puesto de la noche y lo más visto.
El 4 de octubre de 2011, Telecinco retrasó sin previo aviso la emisión del tercer capítulo de Homicidios hasta las 22:58 horas, debido a la emisión del última hora de Acorralados y el estreno de Gran Hotel en la cadena rival (Antena 3). Una semana después, el 11 de octubre, la cadena decidió cubrir la franja de las 23:00 horas y prolongarla hasta la madrugada.
Las bajas audiencias de Homicidios, obligaron a la cadena de Mediaset España a variar su hora de emisión. Así pues, a partir del martes 18 de octubre de 2011, los espectadores disfrutaron de los nuevos casos a partir de las 00:00 horas.
Casi tres semanas después del anuncio de su paso al late night del martes, el 27 de octubre se anuncia que la emisión de Homicidios pasaría a la noche de los lunes, tras dos capítulos de CSI. Así, las nuevas entregas de la serie se emitirán a partir de las 23:45 horas.
El 12 de diciembre de 2011, la serie de Telecinco finalizó, despidiéndose de la audiencia con una cuota media del 12,9% de cuota de pantalla y más de 1,6 millones de espectadores. El capítulo final, adelantado al prime time de la cadena (22:45h), obtuvo el mínimo histórico (9,4% de la audiencia) y fue visto por 1.639.000 espectadores.

## Argumento
Narra la historia de los miembros de una unidad de la Brigada de Homicidios de la Policía Nacional, dirigida por la inspectora jefe Eva Hernández que, con la ayuda de Tomás Sóller, un psicólogo especializado en Patologías de la Conducta, resuelven complicados casos.
Tras una serie de crímenes, que señalan a un asesino en serie, Sóller y Eva suman fuerzas para la investigación. Ellos son los símbolos de dos visiones diferentes, aunque complementarias, de resolver un mismo caso: ella encarna la investigación tradicional, basada en el análisis de pruebas físicas y la declaración de testigos y acusados, mientras que Sóller encarna la investigación intuitiva basada en el profundo conocimiento del ser humano.
Eva y Sóller trabajarán en un equipo multidisciplinar de investigación criminal integrado por un astuto inspector curtido en la Brigada de Estupefacientes, Alonso Izquierdo; un disciplinado inspector que se mueve como pez en el agua en la Brigada de Homicidios, Pablo Montero; una subinspectora novata recién llegada a la unidad, María Losada; y una sarcástica forense que adora su trabajo, Susana Rota, todos bajo la supervisión de un comisario de la vieja escuela, Andrés Ramos.

## Reparto
- Eduardo Noriega como Tomas Sóller.
- Celia Freijeiro como Eva Hernández.
- Carlos García como Alonso Izquierdo.
- Enrique Berrendero como Pablo Montero.
- Vicky Luengo como María Losada.
- Marián Aguilera como Susana Rota.
- Esmeralda Moya como Helena Cuevas.
- Miguel de Miguel como Carlos García-Aranda.
- Mingo Ràfols como Lorenzo Santamaría.
- Anna Allen como Patricia Vega.
- Mariano Venancio como el comisario Andrés Ramos.
- Fernando Soto como Marcelo Salas, "el cazador".
- Loreto Sancho como María García, "colegiala".
- Carlos Acosta-Milian como Feliciano Brand.

## Rodaje
La serie Homicidios se grabó principalmente en un 70% de escenarios exteriores y contó con localizaciones en parajes situados en las comunidades de Cantabria y Madrid. Además contó con un inmenso plató, en el que se construyeron la comisaría y un bar. El rodaje se realizó con cámaras de alta calidad cinematográfica, el montaje de las escenas es dinámico y la ambientación musical, muy abundante. Además, cuenta con el actor protagonista Eduardo Noriega, proveniente del medio cinematográfico, en su primer papel televisivo.

## Temporadas y episodios
| Temporada | Temporada | Episodios | Estreno                  | Final                   | Audiencia media | Audiencia media | Audiencia media |
| Temporada | Temporada | Episodios | Estreno                  | Final                   | Espectadores    | Cuota           |                 |
| --------- | --------- | --------- | ------------------------ | ----------------------- | --------------- | --------------- | --------------- |
|           | 1         | 13        | 20 de septiembre de 2011 | 12 de diciembre de 2011 | 1 639 000       | 12,9%           |                 |

## Audiencias
| Temporada | Temporada | Episodio número | Episodio número | Episodio número | Episodio número | Episodio número | Episodio número | Episodio número | Episodio número | Episodio número | Episodio número | Episodio número | Episodio número | Episodio número |
| Temporada | Temporada | 1               | 2               | 3               | 4               | 5               | 6               | 7               | 8               | 9               | 10              | 11              | 12              | 13              |
| --------- | --------- | --------------- | --------------- | --------------- | --------------- | --------------- | --------------- | --------------- | --------------- | --------------- | --------------- | --------------- | --------------- | --------------- |
|           | 1         | 2.763           | 2.466           | 1.875           | 1.605           | 1.309           | 1.238           | 1.298           | 1.591           | 1.324           | 1.352           | 1.310           | 1.531           | 1.639           |

## Primera temporada (2011)
| N.º (serie) | Título                              | Director(es)        | Guionista(as)              | Fecha de emisión         | Audiencia         |
| ----------- | ----------------------------------- | ------------------- | -------------------------- | ------------------------ | ----------------- |
| 1           | «El camino que va de Cork a Dublín» | Alberto Ruíz Rojo   | Miguel Sáez Carral         | 20 de septiembre de 2011 | 2 763 000 (15,9%) |
| 2           | «Sexo, mentiras y cintas de vídeo»  | Alberto Ruíz Rojo   | Agustín Martínez           | 27 de septiembre de 2011 | 2 466 000 (14,0%) |
| 3           | «Gritos en la oscuridad»            | Juan Testa Nogueira | José Antonio López         | 4 de octubre de 2011     | 1 875 000 (12,3%) |
| 4           | «Donde viven los monstruos»         | Alfonso Arandia     | Susana Prieto              | 11 de octubre de 2011    | 1 605 000 (10,1%) |
| 5           | «Labios azules»                     | Juan Testa Nogueira | Agustín Martínez           | 18 de octubre de 2011    | 1 309 000 (15,0%) |
| 6           | «Origen»                            | Alfonso Arandia     | Miguel Sáez Carral         | 25 de octubre de 2011    | 1 238 000 (13,6%) |
| 7           | «Oscura noche oscura»               | Alberto Ruíz Rojo   | José Antonio López Fuentes | 31 de octubre de 2011    | 1 298 000 (12,0%) |
| 8           | «Muerte entre las flores»           | Juan Testa Nogueira | Susana Prieto              | 7 de noviembre de 2011   | 1 591 000 (13,4%) |
| 9           | «Mientras duermes»                  | Juan Calvo          | Agustín Martínez           | 14 de noviembre de 2011  | 1 324 000 (12,5%) |
| 10          | «Bajo el volcán»                    | Alberto Ruíz Rojo   | Miguel Sáez Carral         | 21 de noviembre de 2011  | 1 352 000 (13,2%) |
| 11          | «El largo adiós»                    | Juan Testa Nogueira | José Antonio López Fuentes | 28 de noviembre de 2011  | 1 310 000 (13,1%) |
| 12          | «La mano derecha ensangrentada»     | Juan Calvo          | Susana Prieto              | 5 de diciembre de 2011   | 1 531 000 (12,8%) |
| 13          | «La noche del cazador»              | Alberto Ruíz Rojo   | Miguel Sáez Carral         | 12 de diciembre de 2011  | 1 639 000 (9,4%)  |

## Emisión
- Europa
  - España (país original de la serie)
    - Telecinco-Mediaset España, Telecinco HD-Mediaset España, Energy-Mediaset España y 8tv-Emissions Digitals de Catalunya.
- Hispanoamérica
  - Canal Europa Europa de Argentina.